# 地球正義

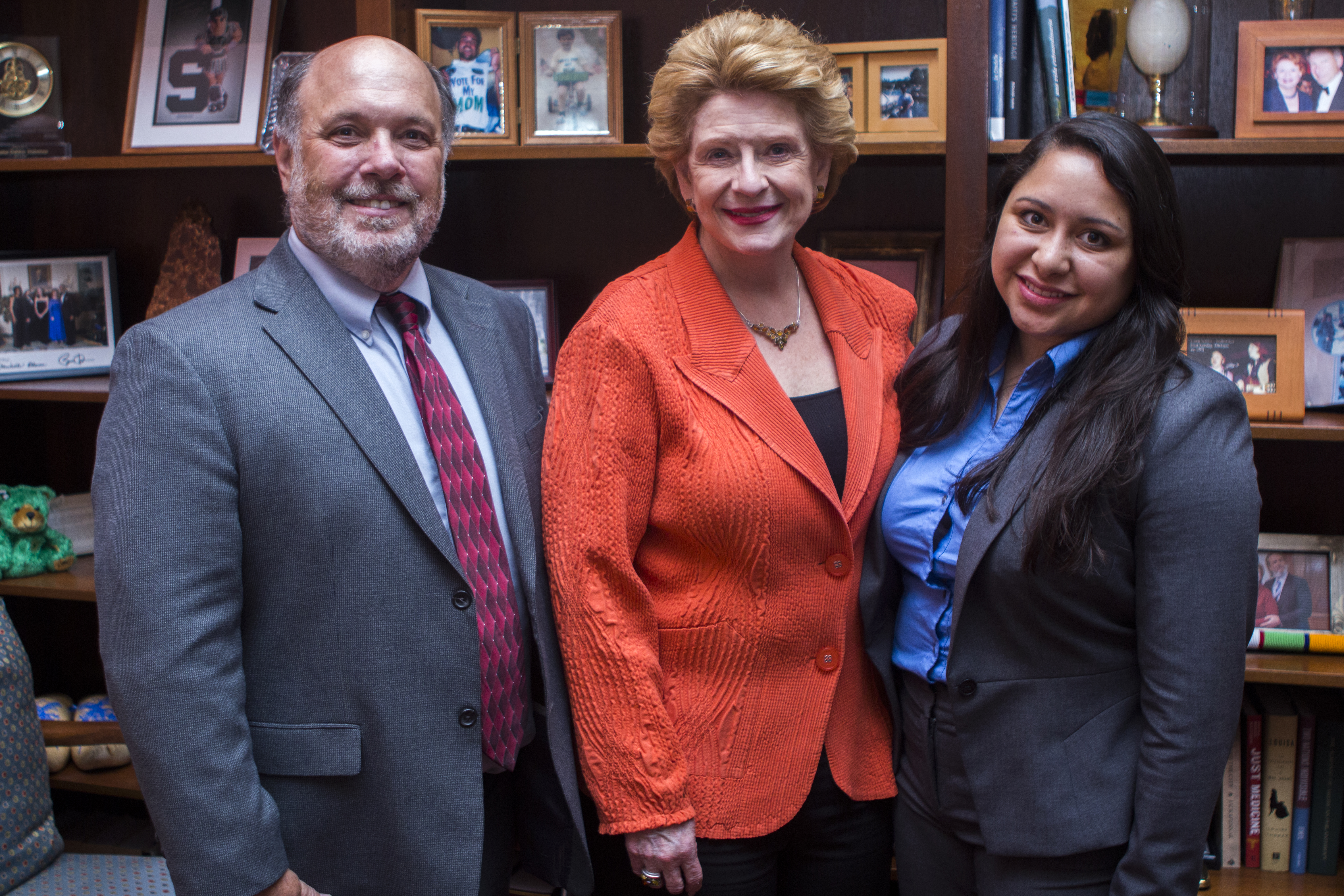
美國參議員黛比·斯塔貝諾會見地球正義成員

地球正義（英語：Earthjustice），又名地球公平，是一個非營利公益法律事務所，總部位於美國舊金山，並於美國境內有9間分部，專門從事環境訴訟。在2001年，地球正義曾被美國《Worth》雜誌選為全美前100強慈善事業，並獲得慈善導航最高級的四星評價。
地球正義以他們組織的口號：「因為地球需要一個好律師」而廣為人知，這句口號也從1702個候選中脫穎而出，獲選為2009年最佳非營利組織口號。
2010年，地球正義透過社群網路應用程式foursquare推出了一項創新的募款活動，廣告在舊金山灣區捷運的廣告牌上跑動，被認為是史上最成功運用foursquare的非營利活動之一，並在紐約時報、Mashable等平台都有媒體露出，甚至在 Carmine Gallo 的著作《The Power of Foursquare》中也有出現。

## 歷史
地球正義成立於1971年，原本是屬於塞拉俱樂部的法律部門，稱作塞拉俱樂部法律辩护基金（又译作塞拉俱樂部法律防禦基金），由塞拉俱樂部的兩位義務律師唐·哈里斯（Don Harris）与弗雷德·费希尔（Fred Fisher）營運。於1997年此基金改名為地球正義，並逐步自塞拉俱樂部獨立出來，接受其他環保團體委託進行訴訟。直至2008年初，地球正義共提供全球700個客戶法律協助，客戶包括奧杜邦學會這樣大的團體，至社區性的組織，均不收取費用。

## 組織
地球正義聘僱了約50名律師在聯邦與州法院中代表市民團體、科學家、漁業團體，以及其他組織進行訴訟，並曾參與野生物、國家森林、國家公園、空氣污染；水污染、運輸、農業等不同環境議題的法律議題。地球正義總部設於加州奧克蘭，在各地擁有9個區域分部，包括西雅图、丹佛、華盛頓特區、檀香山、塔拉哈西、阿拉斯加州朱諾等。

## 外部連結
- 地球正義網站（页面存档备份，存于）